# 거제 명진리 느티나무
거제 명진리 느티나무(巨濟 明珍里 느티나무)는 대한민국 경상남도 거제시 거제면 명진리에 있는 느티나무이다. 1991년 12월 23일 경상남도의 기념물 제113호로 지정되었다.

## 개요
느티나무는 우리나라를 비롯하여 일본, 대만, 중국 등의 따뜻한 지방에 분포하고 있다. 가지가 사방으로 퍼져 자라서 둥근 형태로 보이며, 꽃은 5월에 피고 열매는 원반모양으로 10월에 익는다. 줄기가 굵고 수명이 길어서 쉼터역할을 하는 정자나무로 이용되거나 마을을 보호하고 지켜주는 당산나무로 보호를 받아왔다.
마을 앞 들 가운데에서 자라고 있는 거제 명진리의 느티나무는 나이가 600년 정도로 추정된다. 높이 14m, 둘레 7.7m의 크기로 높이 1m 부위에서 사방으로 굵은 가지가 뻗어 있어 마치 커다란 녹색 우산을 펼쳐 놓은 것 같은 모습을 하고 있다.
이곳 사람들은 이 느티나무가 마을을 지키는 수호목이라고 믿어 와서 마을에 시집오는 새색시에게 제일 먼저 이 나무 밑에 와서 고신제를 지내게 했다고 한다.

## 참고 문헌
- 거제명진리느티나무 - 국가유산청 국가유산포털